# Rödön, Krokoms kommun
Rödön (jämtska: Röa) är en halvö i Storsjön i Jämtland som ligger i Krokoms kommun. Rödön omfattar cirka 10 000 hektar, och halvön delas mellan socknarna Rödön och Näskott. 
På grund den bördiga jorden är jordbruksmarken väl utnyttjad, vilket ger ett öppet landskap. Närheten till Östersund, via Rödöbron till Frösön, och till moderna kommunikationer i kombination med en bevarad jordbruksbygd gör att det är ett populärt ställe att bo på. 
Från Rödöns västra stränder och uppe på höjderna finns utsikt över Storsjön, Oviksfjällen och Åreskutan.
På Rödön finns ett antal fornlämningar, bland annat vid Tibrandshögen och Sundslägden samt i Undromsskogen. Fyndplatserna för Rödöurnan och Hästespännet är andra sevärdheter. Genom Rödön går en av pilgrimslederna till Trondheim, och där finns också en S:t Olofskälla samt en trefaldighetskälla.
I By finns en minnessten över Carl Zetterströms barndomshem, professor i medicin vid Uppsala universitet. Från Rödöns prästgård kom observatorn i astronomi vid Uppsala universitet, Olof Hjorter. Konstnären Paul Jonze kom från Övergård på Rödön.